# 房崇吉
房崇吉（ぼう すうきつ、生没年不詳）は、中国の南北朝時代の軍人。本貫は清河郡繹幕県。

## 経歴
若くして強く勇ましく、南朝宋の青州刺史の沈文秀の下で中兵参軍をつとめた。466年（泰始2年）、太原戍守の傅霊越が軍を率いて太原郡を放棄し晋安王劉子勛のもとに向かうと、崇吉は沈文秀の命により督太原郡事をつとめた。崇吉は沈文秀から離反し、明帝に同調した。崇吉の母と叔母が歴城におり、崔道固に囚われて刑戮を受ける恐れがあったが、崇吉はついに顧みなかった。崔道固が明帝に帰順すると、崇吉の母は釈放された。崇吉は明帝により龍驤将軍・并州刺史に任じられ、太原郡太守を兼ね、升城に駐屯した。崇吉は従兄の房霊献を長史とし、母方の従兄の賈延年を司馬とした。
467年（泰始3年）、北魏の慕容白曜の軍が進攻してきた。慕容白曜が人を派遣して招こうとしたが、崇吉は降らず、升城の城門を閉ざして固く守った。升城は小規模で、武装した人員は700人に過ぎなかったため、慕容白曜はこれを侮って、軍を派遣して城を脅かさせた。崇吉が土蕇を設置して抵抗したため、一時に攻め落とすことはできなかった。慕容白曜は長城を築いて、三重に包囲し、さらに攻城具を造って、日夜攻撃した。2月から4月にかけて、升城の食糧と矢は尽き、崇吉は包囲を突破して脱出した。民家に隠れていたところ、母と妻が捕らえられた。崔道固は治中の房霊賓を派遣して崇吉を召し出そうとしたが、崇吉は崔道固と会うことを拒絶し、東帰して村に帰った。ひそかに壮士を募って、母の身柄を奪回しようと、河南に逃げ戻った。後に従兄の房法寿とともに盤陽を奪取し、ともに北魏に降った。母と妻の身柄は長孫観によって返還された。
崇吉が北魏の都の平城にたどり着くと、崇吉は次客とされた。平城の西北に平斉郡が設置されると、歴城の民の移住したところは帰安県とされ、崇吉は帰安県令となった。崇吉は崔道固に恨みを抱いていたことから、平斉郡太守となった崔道固の下につく人事に不満で、崔道固の罪数条を訴え出た。赦令によりその罪は不問とされた。崇吉は自ら県令の解任を求め、許された。都に留まること半年、出奔して南に逃れた。崇吉夫婦は異なる道を行き、崇吉は剃髪して沙門となり、僧達と改名し、族叔の房法延のもとに身を置いた。崇吉の妻は幽州から南に出て、崇吉と合流をはたした。崇吉は江南に到着し、まもなく病死した。

## 伝記資料
- 『魏書』巻43 列伝第31
- 『北史』巻39 列伝第27